# Iggenhausen
Iggenhausen is een plaats in de Duitse gemeente Lichtenau (Westfalen), deelstaat Noordrijn-Westfalen, en telt 207 inwoners (2007).